# Пауел (Алабама)
Пауел (енгл. Powell) град је у америчкој савезној држави Алабама. По попису становништва из 2010. у њему је живело 955 становника.

## Демографија
Према попису становништва из 2010. у граду је живело 955 становника, што је 29 (3,1%) становника више него 2000. године.
| Група             | 2000.       | 2010.       |
| Белци             | 850 (91,8%) | 858 (89,8%) |
| Афроамериканци    | 38 (4,1%)   | 22 (2,3%)   |
| Азијати           | 1 (0,1%)    | 0 (0,0%)    |
| Хиспаноамериканци | 25 (2,7%)   | 41 (4,3%)   |
| Укупно            | 926         | 955         |